# Регби-7 на летних Олимпийских играх 2024 (составы, мужчины)
В этой статье приводятся составы всех команд, участвующих в мужском турнире по регби-7 летних Олимпийских играх 2024 года в Париже.

## Группа A

### Новая Зеландия
Состав команды был объявлен 20 июня 2024 года. 
Тренер:  Джуниор Томази Кама

### Ирландия
Состав команды был объявлен 17 июня 2024 года.
Тренер:  Джеймс Топпинг
- Джек Келли
- Эндрю Смит[англ.] Л
- Гарри Макналти
- Марк Роше
- Зак Уорд[англ.]
- Чей Маллин[англ.]
- Джордан Конрой
- Хьюго Кинэн[англ.]
- Хьюго Леннокс
- Терри Кеннеди
- Гэвин Маллин
- Ниалл Комерфорд[англ.]
- Шон Криббин[англ.]
- Брайан Моллен

### ЮАР
Состав команды был объявлен 10 июля 2024 года.
Тренер:  Филип Сниман
- Кристи Гроббелар[англ.]
- Райан Остхёйзен[англ.]
- Импи Виссер[англ.]
- Заин Дэвидс[англ.]
- Кевин Нортье[англ.]
- Тиаан Преториус[англ.]
- Тристан Лейдс[англ.]
- Селвин Дэвидс[англ.]
- Шон Уильямс[англ.]
- Роско Спекман[англ.]
- Сививе Сойизвапи[англ.]
- Шилтон ван Вик[англ.]
- Рональд Браун[англ.]

### Япония
Состав команды был объявлен 4 июля 2024 года.
Тренер:  Саймон Амор
- Таига Исида[англ.]
- Киппеи Исида[англ.] (К)
- Сётаро Цуока[англ.]
- Дзюнъя Мацумото[англ.]
- Джосуа Кереви[англ.]
- Моэки Фукуси[англ.]
- Киппэи Танинака[англ.]
- Ёсихиро Ногути[англ.]
- Кадзума Уэда[англ.]
- Такамаса Маруо[англ.]
- Ю Окидаира[англ.]
- Ёсиюки Кога[англ.]
- Таити Ёсидзава[англ.]

## Группа B

### Аргентина
Состав команды был объявлен 28 июня 2024 года.
Тренер:  Сантьяго Гомес Кора
- Хоакин Пелландини[англ.]
- Томас Элизальде[англ.]
- Герман Шульц[англ.]
- Маттео Грациано[англ.]
- Агустин Фрага[англ.]
- Сантьяго Альварес[англ.]  (К)
- Тобиас Уэйд[англ.]
- Гастон Револь[англ.]
- Матиас Осадчук
- Сантьяго Мар[англ.]
- Лучано Гонсалес[англ.]
- Маркос Монета[англ.]
- Родриго Исгро[англ.]
- Сантьяго Вера Фельд[англ.]

### Австралия
Состав команды был объявлен 2 июля 2024 года.
Тренер:  Джон Маненти
- Генри Хатчисон
- Бен Доулинг[англ.]
- Кори Тул[англ.]
- Дитрих Роач[англ.]
- Марк Наваканитавасе[англ.]
- Генри Патерсон[англ.]
- Хейден Сарджант[англ.]
- Джеймс Тёрнер[англ.]
- Мэтт Гонсалес[англ.]
- Ник Малуф[англ.] (К)
- Морис Лонгботтом[англ.]
- Натан Лоусон[англ.]

### Самоа
Состав команды был объявлен 18 июkя 2024 года.
Тренер:  Брайан Лима
- Ваоваса Афа Суа[англ.]
- Аламанда Мотуга[англ.]
- Би Джей Телефони Лима[англ.]
- Моту Опетаи[англ.]
- Том Майява[англ.]
- Таунуу Ниулевеа[англ.]
- Лаломило Лаломило[англ.]
- Неуэли Лейтуфия[англ.]
- Фаафои Фаланико[англ.]
- Пауло Сканлан[англ.]
- Стив Оносай[англ.]
- Ваа Апелу Малико[англ.]

### Кения
Состав команды был объявлен 2 июля 2024 года.
Тренер: Кевин Вамбуа
- Джон Окот[англ.]
- Ламек Амбетса[англ.]
- Джордж Ооро[англ.]
- Винсент Оньяла[англ.]
- Брайан Танга[англ.]
- Кевин Векеса[англ.]
- Тони Омонди[англ.] (К)
- Херман Хумва[англ.]
- Самуэль Асати[англ.]
- Найджел Амайтса[англ.]
- Патрик Одонго[англ.]
- Крисант Оджванг[англ.]
- Денис Абукусе[англ.]

## Группа C

### Фиджи
Состав команды был объявлен 18 июля 2024 года.
Тренер:  Осеа Колинисау
- Джоджи Насова[англ.]
- Джосева Талаколо[англ.]
- Джерри Матана[англ.]
- Севулони Моченакаджи[англ.]
- Йосефо Маси[англ.]
- Понипате Логанимаси[англ.]
- Терио Тамани[англ.]
- Ваисеа Накуку[англ.]
- Джерри Туваи[англ.]
- Иоване Теба[англ.]
- Каминиели Расаку[англ.]
- Селестино Равутаумада[англ.]
- Джосайя Райсуке
- Филипе Сотурага[англ.]

### Франция
Состав команды был объявлен 8 июля 2024 года.
Тренер:  Жером Даре
- Варьян Паске[англ.]
- Анди Тимо[англ.]
- Райан Реббадж[англ.]
- Тео Форнер[англ.]
- Стефан Парез[англ.]
- Полен Рива[англ.]
- Джефферсон-Ли Жозеф[англ.]
- Антуан Зегдар[англ.]
- Аарон Грандидье-Нканаг[англ.]
- Жан-Паскаль Баррак[англ.]
- Антуан Дюпон
- Жордан Сефо[англ.]
- Нельсон Эпе[англ.]

### США
Состав команды был объявлен 1 июля 2024 года.
Тренер:  Майк Фрайдей
- Аарон Каммингс[англ.]
- Мака Унуфе
- Оррин Бизер[англ.]
- Матаи Леута[англ.]
- Маркус Тупуола[англ.]
- Кевон Уильямс[англ.] (К)
- Наима Фуалаау[англ.]
- Малакки Эсдейл[англ.]
- Стивен Томасин[англ.]
- Мэдисон Хьюз
- Перри Бейкер[англ.]
- Лукас Лакамп[англ.]
- Пита Ви[англ.]
- Адам Ченнел[англ.]

### Уругвай
Состав команды был объявлен 11 июля 2024 года.
Тренер:  Иво Дугоньич
- Джеймс Маккаббин[англ.]
- Валентин Грилле[англ.]
- Томас Эчеверри[англ.]
- Хуан Мануэль Тафернаберри[англ.]
- Баутиста Бассо[англ.]
- Диего Ардао[англ.] (К)
- Матео Виньяльс[англ.]
- Фелипе Аркос Перес[англ.]
- Гильермо Лийтенштейн[англ.]
- Бальтазар Амайя[англ.]
- Игнасио Фаччоло[англ.]
- Хуан Гонсалес[англ.]
- Коба Бразионис[англ.]
- Данте Сото[англ.]